# Peter Engelmann (Verleger)
Peter Engelmann (* 30. April 1947 in Berlin) ist ein deutscher Philosoph, Herausgeber und Verleger. Engelmann gründete 1985 die Wiener Edition Passagen und 1987 den Wiener Passagen Verlag.

## Leben
Peter Engelmann studierte Philosophie in Ost-Berlin. Aus politischen Gründen wurde Engelmann 1972 in der DDR zu zwei Jahren Haft verurteilt, von denen er ein Jahr in einem Gefängnis der Stasi verbringen musste. 1973 kam Engelmann durch Häftlingsfreikauf in die Bundesrepublik Deutschland. Er studierte weiter Philosophie und Soziologie in Paris und Bremen und promovierte 1979 über Hegel.
1985 gründete Engelmann in Wien die Edition Passagen, 1987 den Passagen Verlag. Als Herausgeber von Jacques Derrida, Jean-François Lyotard, Jean Baudrillard, Sarah Kofman, Peter Eisenman, Slavoj Žižek, Paul Virilio, Jacques Rancière, Jean-Luc Nancy, Gianni Vattimo und weiterer Autoren der Postmoderne und Dekonstruktion leistete er einen wesentlichen Beitrag zur Verbreitung der Werke französischer zeitgenössischer Philosophie im deutschen Sprachraum. Engelmann ist Autor philosophischer Texte und lehrte Philosophie an Universitäten in Deutschland, Österreich und den USA.

## Auszeichnungen
- 1994: Chevalier de l’ordre des Arts et des Lettres
- 1999: Officier de l’ordre des Arts et des Lettres
- 2004: Commandeur de l’ordre des Arts et des Lettres
- 2010: Bruno-Kreisky-Preis für das politische Buch 2009: Verlagspreis
- 2012: Ehrenkreuz für Wissenschaft und Kunst
- 2013: Chevalier de la Légion d’Honneur
- 2017: Goldener Rathausmann der Stadt Wien[1]

## Schriften
- Philosophie und Totalitarismus. Zur Kritik dialektischer Diskursivität. Eine Hegellektüre. Passagen Verlag, Wien 1991, ISBN 3-900767-49-1.
  - ungarische Übersetzung: Hegel – Filozófia és Totalitarizmus. Osiris Kiado, Budapest 1997, ISBN 963-379-260-6.
- Dekonstruktion. Jacques Derridas semiotische Wende der Philosophie. Passagen Verlag, Wien 2013, ISBN 978-3-85165-957-3.

### ReiheIm Gespräch mit Peter Engelmann
- Alain Badiou: Philosophie und die Idee des Kommunismus. Im Gespräch mit Peter Engelmann. Passagen Gespräche 1. Passagen Verlag, Wien, 2., überarbeitete Aufl. 2014, ISBN 978-3-7092-0107-7.
- Colin Crouch: Markt und Moral. Im Gespräch mit Peter Engelmann. Passagen Gespräche 2. Passagen Verlag, Wien 2014, ISBN 978-3-7092-0110-7.
- Angelo Bolaffi: Krise als Chance. Europa neu denken. Im Gespräch mit Peter Engelmann. Passagen Gespräche 3. Passagen Verlag, Wien 2014, ISBN 978-3-7092-0131-2.
- Jean-Luc Nancy: Demokratie und Gemeinschaft. Im Gespräch mit Peter Engelmann. Passagen Gespräche 4. Passagen Verlag, Wien 2015, ISBN 978-3-7092-0159-6.
- Jacques Rancière: Politik und Ästhetik. Im Gespräch mit Peter Engelmann. Passagen Gespräche 5. Passagen Verlag, Wien 2016, ISBN 978-3-7092-0142-8.

### Als Herausgeber
- Jean-François Lyotard: Die Postmoderne. Ausgewählte Texte. Reclam-Verlag, Stuttgart 2007 (Universalbibliothek).
- Jacques Derrida: Die différance. Ausgewählte Texte. Reclam-Verlag, Stuttgart 2004, ISBN 3-15-018338-3 (Universalbibliothek 18338).
- Postmoderne und Dekonstruktion. Texte französischer Philosophen der Gegenwart. Reclam-Verlag, Stuttgart 1990, ISBN 3-15-008668-X (Universalbibliothek Band 8668).